# Luční bouda
Die Luční bouda (deutsch Wiesenbaude) ist eine Bergbaude im tschechischen Teil des Riesengebirges. Sie liegt auf der Weißen Wiese im Quellbereich der Bílé Labe (Weißwasser) auf 1410 m n.m. Höhe, 3 Kilometer westlich der Schneekoppe und rund 500 Meter südlich der polnisch-tschechischen Staatsgrenze. Die Hochfläche befindet sich zwischen dem Hauptkamm im Norden und dem Böhmischen Kamm mit dem Luční hora (Hochwiesenberg) und Studniční hora (Brunnberg) im Süden. Die Baude ist in der Zone 1 des Nationalparkes Riesengebirge gelegen und für den Publikumsverkehr nicht motorisiert zu erreichen.

## Geschichte
Die Luční bouda ist die größte und älteste Baude des Riesengebirges. Bei Bauarbeiten im Jahr 1869 wurde in den Grundmauern des Gebäudes ein Stein (nach anderen Angaben ein Mühlstein) mit der eingravierten Jahreszahl 1623 gefunden; dieses Jahr wird heute als Gründungsjahr angegeben. Allerdings hält man es für wahrscheinlich, dass auf der Weißen Wiese bereits seit der zweiten Hälfte des 16. Jahrhunderts eine Holzhütte stand, die nach einem Brand 1623 durch ein neues Gebäude mit Steinfundament ersetzt wurde. Die erste schriftliche Erwähnung der Wiesenbaude findet sich in einem Kaufvertrag aus dem Jahr 1707.

### Landwirtschaftlicher Betrieb mit Gasthaus
Im 18. und 19. Jahrhundert war die Wiesenbaude ein großer landwirtschaftlicher Betrieb mit über 100 Hektar Wiesen und Weiden, Rinder- und Ziegenhaltung. Durch die Lage an einem Handelsweg durch das Gebirge spielte auch das Gastgewerbe schon vor dem Aufkommen des Tourismus für die Baude eine wichtige Rolle. Ab 1772 befand sich die Wiesenbaude im Besitz der Familie Renner, die das erbliche Bürgermeisteramt der Gemeinde Vrchlabi innehatte. Neben Händlern beherbergte die Baude nun auch Forschungsreisende, die sich für das Riesengebirge interessierten, darunter den Botaniker und Universalgelehrten Thaddäus Haenke, der 1886 im Auftrag der Königlischen Böhmischen Gesellschaft der Wissenschaften hierher kam, oder 1806 den Botaniker Philipp Maximilian Opiz.

### Entwicklung zum großen ganzjährigen Hotelbetrieb

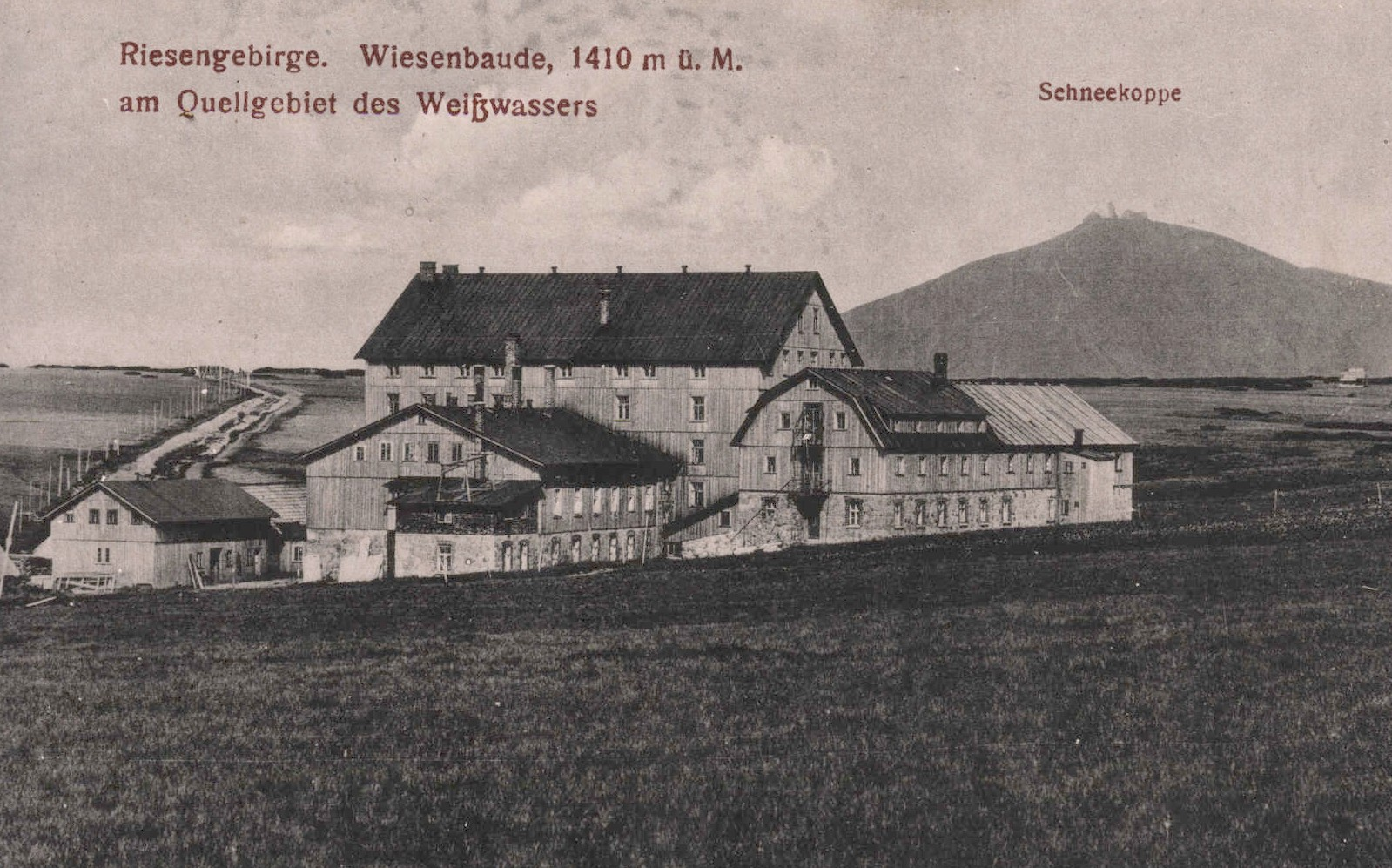
Die Wiesenbaude im Jahr 1920

1853 ging der Betrieb in den Besitz des Schwiegersohns von Jakob Renner, Wenzel Hollman, über, der die Baude erstmals im touristischen Sinne ausbaute. Von 1886 bis 1945 gehörte die Wiesenbaude der weitverzweigten Familie Bönsch, in deren Eigentum sich weitere Riesengebirgsbauden wie die Geiergucke (Výrovka), die Scharfbaude (Scharfova bouda), die Richterbaude (Richterova bouda) und die Rennerbaude (Rennerova bouda) befanden. Ende des 19. Jahrhunderts beschäftigte der Baudenbetrieb 60 Mitarbeiter, und das Restaurant bot kräftige Suppen, Fleischgerichte, Forellen, Gebäck und Bier an. In der Hochsaison wurden täglich 700 bis 800 warme Mahlzeiten zubereitet. Um 1900 war die Baude bereits ganzjährig für Touristen geöffnet. 1902 verstarb ein in der Wiesenbaude beschäftigter Knecht, als er von Hohenelbe zur Baude zurückkehrte und ihn ein Schneesturm überraschte. Er irrte in unmittelbarer Nähe der Wiesenbaude orientierungslos umher und erfror. Im März 1902 und in den folgenden drei Wintern wohnten für einige Zeit der Dresdner Maler Otto Fischer und der Kunstkritiker und später als Bibliothekar bekannt gewordene Walter Hofmann in der Wiesenbaude. Zu diesem Zeitpunkt verfügte die Unterkunft nur über einen beheizten Raum.
Ab 1913 wurde der touristische Betrieb umfangreich ausgebaut. Es wurden eine Sodafabrik, ein Schlachthof mit Metzgerei und ein Wasserkraftwerk errichtet. In den 1930er Jahren wurde das Hotelgebäude aufgestockt, es gab eine neue Waschküche mit Trocknern, und neue Heizkessel versorgten alle Stockwerke mit warmem Wasser. Es standen hundert Gästezimmer sowie Matratzenlager für Schulen und Vereine zur Verfügung; Besucher konnten Skiunterricht nehmen, zeitweise wurde eine Segelflugschule betrieben. In den 1930er Jahren fanden in der Wiesenbaude zahlreiche Skiwettkämpfe, Feste und regelmäßige Musik- und Tanzveranstaltungen statt, darunter auch Veranstaltungen des nationalistischen Deutschen Turnverbands, aus dem die Sudetendeutsche Partei hervorging.

### 1938 bis 1945
Während der allgemeinen Mobilmachung im September 1938 war die Baude von tschechoslowakischem Militär besetzt. Personal und Besitzer flohen über die nahe Grenze nach Deutschland. Infolge des Münchner Abkommens zogen sich die tschechischen Truppen zurück, die Baude wurde geplündert und brannte in der Nacht vom 1. auf den 2. Oktober 1938 - wie die benachbarte Rennerbaude - bis auf die Fundamente ab. Den Wiederaufbau nach Plänen des Architekten Ludwig Stigler musste der tschechoslowakische Staat finanzieren. Die noch im Oktober 1938 begonnenen umfangreichen Bauarbeiten, bei denen später auch französische und russische Zwangsarbeiter eingesetzt wurden, waren 1941 abgeschlossen. Die gut und modern ausgestattete, elektrifizierte und zentral beheizte Baude wurde weiterhin touristisch genutzt und diente darüber hinaus als Ausbildungszentrum für die Hitlerjugend und für Wehrmachtshelferinnen in der militärischen Kommunikation. Nach Kriegsende wurden die deutschen Bewohner der Region, darunter auch die Familie Bönsch, vertrieben.

### Nach 1945
Nach dem 2. Weltkrieg wurde die Wiesenbaude von der tschechoslowakischen Armee, dann vom tschechoslowakischen Sportverein ČSTV und ab 1990 vom tschechischen Touristenverein KČT genutzt. 1993 erfolgte die Privatisierung; Besitzer waren nacheinander die Firmen CDH Chrastava, die die Baude mit fast 50 Millionen Kronen belieh, und Trecon, die die verschuldete Immobilie 1995 übernahm. Die privaten Besitzer hatten Schwierigkeiten, die Rückzahlung der Verbindlichkeiten, die hohen Heizkosten und den Reparaturstau im Gebäude zu bewältigen und Auflagen der Nationalparkverwaltung, eine moderne Kläranlage zu bauen, zu erfüllen. Im Jahr 2002 war nur noch ein kleiner Imbiss in der Baude geöffnet. 2002 ging die Firma CDH Chrastava in Insolvenz. Trecon kündigte den Kaufvertrag, und die Baude wurde der Konkursmasse von CDH hinzugefügt und versteigert. Einer der Kaufinteressenten war die Nationalparkverwaltung KRNAP, das Berghotel wurde jedoch für zehneinhalb Millionen Kronen von der Prager Firma AEZZ ersteigert.

### Ab 2004
Ende 2004 wurden nach zweijähriger Pause wieder Übernachtungsmöglichkeiten für Touristen angeboten, eine neue Kläranlage ging in Betrieb, und der Bergrettungsdienst Horská služba richtete nach zehnjähriger Unterbrechung wieder eine permanent besetzte Station in der Baude ein. Bis 2015 kamen eine Bäckerei, eine eigene Mikrobrauerei und verschiedene Wellness-Einrichtungen hinzu.
Die neuen Betreiber der Wiesenbaude fanden sich jedoch mit dem Problem konfrontiert, den wirtschaftlichen Betrieb eines so großen Hotels ohne Zugang zu Skipisten mit Liftbetrieb mit den strengen Naturschutzbestimmungen in der Kernzone des Riesengebirgs-Nationalparks zu vereinbaren. Seit 2005 berichten tschechische Medien von Streitigkeiten der Eigentümer mit der Riesengebirgs-Nationalparkverwaltung KRNAP. Die Naturschützer warfen den Baudenbetreibern Missachtung der geltenden Naturschutzregeln vor (Naturzerstörung durch den Offroad-Schneemobilverkehr, nicht genehmigte Konzertveranstaltungen) und verhängten zweimal Geldbußen von 250.000 bzw. 100.000 Kronen; die Baudenbetreiber fühlten sich schikaniert.
Ab 2012 bewirtschafteten die Eigentümer der Wiesenbaude eine weitere große Baude auf dem Riesengebirgskamm: In diesem Jahr schloss AEZZ einen auf 20 Jahre ausgelegten Mietvertrag mit dem neuen Eigentümer der Labská bouda ab.
2014 gab der Bergrettungsdienst seine von 1974 bis 1994 und dann wieder ab 2004 in der Luční bouda betriebene Niederlassung auf, die einzige auch im Winter dauerhaft besetzte Rettungsstation auf dem Riesengebirgskamm. Anlass war eine seitens der AEZZ erfolgte Mieterhöhung.
Die Rechtsanwältin Klára Sovová, Miteigentümerin der Wiesenbaude, kandidierte im Januar 2018 bei der Nachwahlen für den Sitz der Region Trutnov im Senat des Parlaments der Tschechischen Republik.
Seit 1. Juni 2025 ist die Baude aufgrund der Streitigkeiten mit der Nationalparkverwaltung geschlossen.

## Tourismus
Das heutige Erscheinungsbild der Baude ist im Wesentlichen das Ergebnis des bis 1940 fertiggestellten Wiederaufbaus nach dem Brand vom Oktober 1938. Der vierstöckige Gebäudekomplex mit Hotel- und Wirtschaftsflügel dient als Wanderunterkunft und Versorgungsstation für Touristen. Das Restaurant bietet Platz für 200 Gäste, und es stehen Übernachtungsmöglichkeiten für 150 Gäste in Zimmern und Schlafsackunterkünften zur Verfügung.
Seit 2012 betreibt die Wiesenbaude eine Mikrobrauerei names Paroháč (so viel wie „der Gehörnte“). Mit Wasser aus der Quelle der Weißen Elbe, die auf dem Gelände der Baude entspringt, werden hier Weißbier, Halbdunkel- und Schwarzbier sowie Ingwerbier gebraut, die nur im eigenen Restaurant und in der Labská bouda ausgeschenkt werden.
 Das links abgebildete auf dem Kopf stehende rote Dreieck mit horizontalem Balken darüber ist ein sogenanntes „Stummes Zeichen“ (tschechisch Němé značky), mit dem die Stangen der Wintermarkierung zur Luční bouda gekennzeichnet sind.

## Rezeption

Ausflugslokal Wiesenbaude in Lichterfelde bei Berlin, um 1900

Die Wiesenbaude im Riesengebirge war als bekanntes Ausflugsziel auf vielen Ansichtskarten abgebildet. 
Zur Berliner Gewerbeausstellung 1896 wurde ein hölzerner Ausstellungspavillon im Stil kleinerer Riesengebirgsbauden aufgestellt, um den Kräuterlikör Echt Stonsdorfer Bitter zu verkaufen, der in der Region produziert wurde. Dieser Pavillon wurde nach dem Ende der Ausstellung abgebaut und im Jahr 1897 in Lichterfelde, damals bei Berlin, wieder aufgebaut. Unter dem Namen Wiesenbaude war diese Ausflugsgaststätte bis in die 1970er Jahre hinein bekannt.